# Хвалинська трансгресія

Хвалинська трансгресія. Межі максимальної трансгресії (1) і передхвалинської регресії (2), площа затоплення (3), обсохлий шельф (4).

Манич-Керченська протока 15-13 Кілороків до Р. Х.

Хвалинська трансгресія, Хвалинське море — морська трансгресія Протокаспію, 15-5 тисячоліть до Р.Х., та існувавшої на той час водойми улоговини сьогоденного Каспію і Прикаспійської низовини.
Назву трансгресії дано М. І. Андрусовим за древнім найменуванням Каспію. Води цього древнього басейну, площею майже 1 млн км², Північного Прикаспію розташовувалися від Ергеней на заході до чинків Устюрту на сході, на півночі вони доходили до Загального Сирту, проникаючи по долині Волги до гирла Ками.
Море затопило Куранську западину, узбережжя Кавказу, Західно-Туркменську низовину і частину Каракум. Рівень водойми сягав позначок +50 м, перевищуючи сучасне становище майже на 80 м. Якщо враховувати, що трансгресія почалася від позначки близько -50 м, то загальне підняття рівня моря можна оцінити в 100 м. Солоність Хвалинського моря була близька солоності сучасного Каспіюю. Воно було заселене різноманітними мікроорганізмами (остракодами, форамініфери, діатомеями) та молюсками. За складом останніх добре реконструюється характер трансгресії.
Існують дві версії генези трансгресії:
1. Похолодання клімату всього великого Східно-Європейського регіону — Останній льодовиковий максимум і, як наслідок, зменшення випаровування з поверхні моря, що призвело до збільшення водного балансу.
2. Рясне надходження талих вод деградуючих льодовиків Руської рівнини і навіть з підпрудних водойм Західного Сибіру.

Цікаво, що максимальні розміри трансгресії визначалися не цими причинами, а висотою Маницького порогу, що знаходився на відмітках близько +50 м абс.вис. в містечку Зунда-Толга на східному закінченні Маницької низини. Низина наразі знаходиться між Каспійським і Чорним морями і періодично перетворювалася в з'єднуючу їх протоку. У плейстоцені це траплялося неодноразово — під час бакинської (близько 400 тисячоліть тому), ранньо- (200 тисячоліть тому) і піздньохозарських (близько 100 тисячоліть тому) і Хвалинською трансгресією Протокаспію, коли відбувалося скидання каспійських вод в улоговину Чорного моря. В останній раз солонуваті Хвалинські води переливалися в Новоевксинське озеро, що розташовувалося в улоговині Чорного моря на позначці близько -100 м абс.вис., що істотно нижче рівня протоки Босфор. Ширина Маницької протоки в той час сягала 40 км, а перепад висотних відміток протягом 780 км становив близько 150 м.
Варто зазначити ще дві обставини:

 по-перше, скидання великих мас каспійських вод в новоевксинську водойму не призвів до суттєвого підвищення його рівня і переливу через Босфор в Мармурове море;

по-друге, не відбувалося будь-якого помітного осолонення новоевксинського прісноводного басейну каспійською водою — в осадах Чорного моря повністю відсутні каспійські солоноводні молюски роду Didacna, вкрай рідкісні вони і в Азовському морі — на західному виході Маницької протоки.
Наступна регресія Хвалинського моря, що проходило стадіально, неодноразово переривалася різними по висоті і тривалості підвищеннями рівня в ранньому голоцені. Найбільша з них, що відбулася близько 7-5 тисячоліть до Р.Х., виділяється як піздньохвалинська трансгресія Каспію, проте її води до Манича не доходили.
Таким чином, Хвалинська трансгресія за геологічними мірками була відносно нетривалою (не більше 10 тисячоліть).